# لاکسیت (تنسی)
لاکسیت(به انگلیسی: Lakesite) شهری در ایالت تنسی کشور ایالات متحده آمریکا است که جمعیت آن در سرشماری سال ۲۰۱۰ میلادی، ۱٬۸۲۶ نفر بوده‌است.